# Clayton Fredericks
Clayton Fredericks (n. 17 noiembrie 1967, Moora⁠(d), Australia de Vest, Australia) este un sportiv ce a reprezentat Australia, medaliat olimpic. A participat la 2 ediții ale Jocurilor Olimpice (2008, 2012) în care a câștigat o medalie de argint.